# Symphony for Vampires
Symphony for Vampires is het tweede muziekalbum van Picture Palace Music, de band van Thorsten Quaeschning. Het is opnieuw een nieuwe soundtrack bij een stomme film; ditmaal Nosferatu, eine Symphonie des Grauens van Friedrich Wilhelm Murnau.

## Musici
- Thorsten Quaeschning – toetsen, gitaar, slagwerk, dwarsfluit etc.
- Sascha Beator – toetsen op 1, 2, 3, 6, 9 en 12
- Thorsten Spiller – gitaar en toetsen op 5 en 11
- Stoppel – zang
- Vincent Nowak – slagwerk op 2, 3 en 9
- Kai Hanuschka – slagwerk op 10 en 13
- Don – gitaar op 10, 13 en 15
- Elisabeth Kietz – klarinet op 7
- Thomas Beator – bouzouki op 2, 3 en 6 en basgitaar op 3 en 6
- Bjorn Sjollruud – basgitaar.

## Composities
1. Array of fading towers (S. Beator, Quaeschning)
2. Knock knock (S. Beator, Quaeschning )
3. Alucard (S. Beator)
4. Mental undead (Quaeschning )
5. Waving goodbye, waving, waving (Spiller)
6. Demeter-morph (S. Beator)
7. Sleep well, Elisabeth (Quaeschning )
8. Celebrating feras part 4 (Quaeschning )
9. Scholomance trance (S. Beator+ Quaeschning )
10. Vlad, Anton, Ruediger (Wutke)
11. Yersenia sea (Spiller)
12. Ligeias wake (S. Beator)
13. Lucy and the shy diabolos (Wutke)
14. Lilith’s cradlesong (Quaeschning )
15. The end of the end of everything (Quaeschning)